# Championnat d'Union soviétique de football 1972
Navigation
Saison 1971 Saison 1973
La saison 1972 de Vyschaïa Liga est la 34e édition du Championnat d'URSS de football et la dernière sous cette appellation.
Lors de cette saison, le Dynamo Kiev va tenter de conserver son titre de champion d'URSS face aux 15 meilleurs clubs soviétiques lors d'une série de matchs aller-retour se déroulant sur toute l'année. 
Trois places sont qualificatives pour les compétitions européennes, la quatrième place étant celle du vainqueur de la Coupe d'URSS 1972.

## Qualifications en Coupe d'Europe
À l'issue de la saison, le champion participera à la Coupe des clubs champions 1973-1974.
Le vainqueur de la Coupe d'URSS 1972 participera à la Coupe des coupes 1973-1974, si ce club est le champion, alors le finaliste de la coupe le remplacera.
Les deux places pour la Coupe UEFA 1973-1974 sont attribuées aux deuxième et troisième du championnat si ceux-ci ne sont pas les vainqueurs de la coupe, si c'est effectivement le cas la place reviendra au quatrième.

## Clubs participants

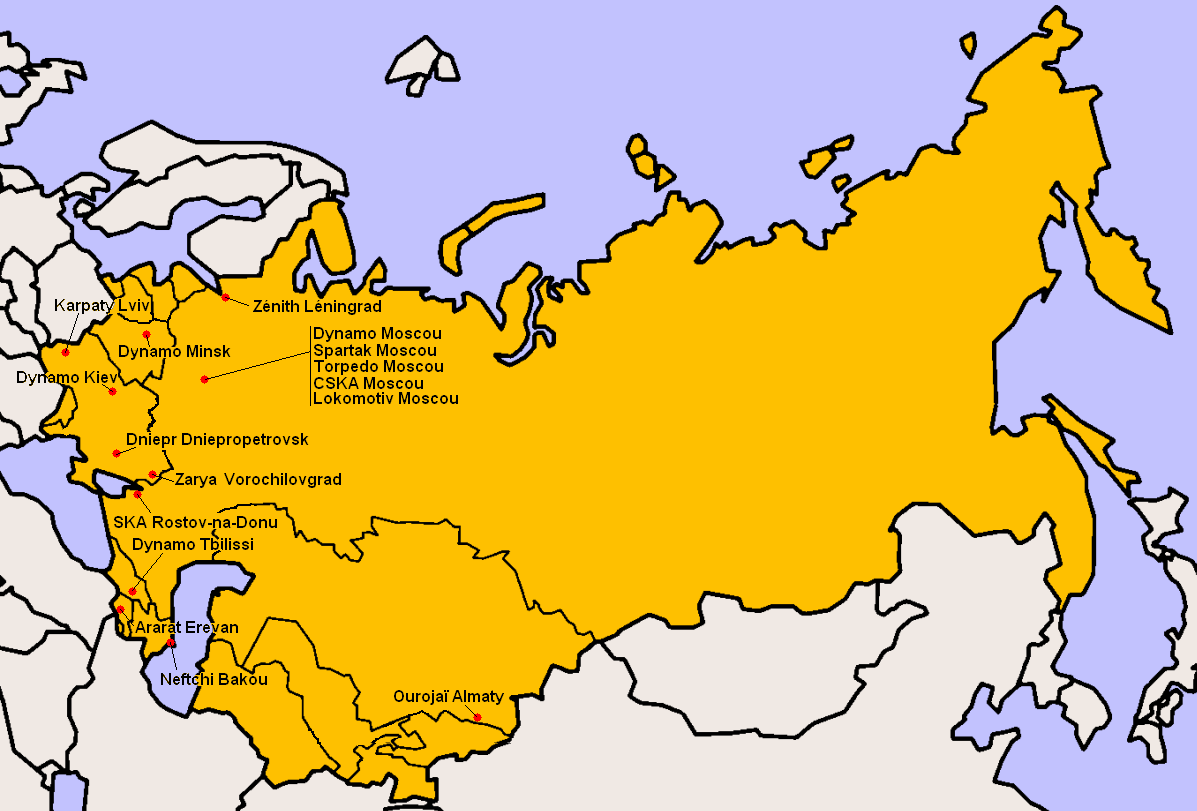
Localisation des clubs engagés dans le championnat.

- Premier tour de la Coupe des clubs champions 1972-1973
- Premier tour de la Coupe des coupes 1972-1973
- Premier tour de la Coupe UEFA 1972-1973
- Promu de deuxième division

| Club                   | Présent depuis | Classement 1971 | Entraîneur                | Stade                 | Capacité |
| ---------------------- | -------------- | --------------- | ------------------------- | --------------------- | -------- |
| Dynamo Kiev            | 1936           | 1er             | Aleksandr Sevidov         | Stade central         | 83 450   |
| Ararat Erevan          | 1966           | 2e              | Nikolaï Glebov (ru)       | Stade Hrazdan         | 69 000   |
| Dinamo Tbilissi        | 1936           | 3e              | Gavriil Kachalin          | Stade Lénine-Dinamo   | 55 000   |
| Zaria Vorochilovgrad   | 1967           | 4e              | German Zonine             | Stade Avangard        | 31 243   |
| Dinamo Moscou          | 1936           | 5e              | Konstantin Beskov         | Stade Dinamo          | 36 540   |
| Spartak Moscou         | 1936           | 6e              | Nikita Simonian           | Stade central Lénine  | 84 745   |
| Torpedo Moscou         | 1938           | 7e              | Viktor Maslov             | Stade Torpedo         | 12 300   |
| Kaïrat Almaty          | 1971           | 8e              | Sergueï Chapochnikov (en) | Stade central         | 26 300   |
| Neftchi Bakou          | 1960           | 9e              | Gueorgui Jarkov (en)      | Stade Vladimir Lénine | 30 000   |
| Karpaty Lvov           | 1971           | 10e             | Valentin Bouboukine       | Stade Droujba         | 28 100   |
| Dinamo Minsk           | 1960           | 11e             | Ivan Mozer                | Stade Dinamo          | 41 100   |
| CSKA Moscou            | 1954           | 12e             | Valentin Nikolaïev        | Stade central Lénine  | 84 745   |
| Zénith Léningrad       | 1938           | 13e             | Ievgueni Gorianski (en)   | Stade Kirov           | 72 000   |
| SKA Rostov             | 1959           | 14e             | Boris Iakovlev (ru)       | Stade central (en)    | 27 300   |
| Dniepr Dniepropetrovsk | 1972           | 1er (D2)        | Valeri Lobanovski         | Stade Meteor          | 26 400   |
| Lokomotiv Moscou       | 1972           | 2e (D2)         | Igor Voltchok             | Stade Lokomotiv       | 28 800   |

### Changements d'entraîneurs
| Club             | Entraîneur partant     | Date de départ | Entraîneur arrivant       | Date d'arrivée |
| ---------------- | ---------------------- | -------------- | ------------------------- | -------------- |
| SKA Rostov       | Iosif Betsa            | avril 1972     | Boris Iakovlev (ru)       | avril 1972     |
| Neftchi Bakou    | Alakbar Mammadov       | juin 1972      | Gueorgui Jarkov (en)      | juillet 1972   |
| Karpaty Lvov     | Anatoli Polossine (en) | juillet 1972   | Valentin Bouboukine       | juillet 1972   |
| Lokomotiv Moscou | Ievgueni Rogov         | juillet 1972   | Igor Voltchok             | juillet 1972   |
| Kaïrat Almaty    | Viktor Korolkov (ru)   | août 1972      | Sergueï Chapochnikov (en) | août 1972      |